# Hermannov grad, Narva
Hermannov grad, znan tudi kot grad Narva ali trdnjava Narva, je srednjeveški grad v mestu Narva v severovzhodni Estoniji. Grad je bil ustanovljen okoli leta 1256, ko je bilo območje del Danskega kraljestva. Prve popolnoma kamnite utrdbe so bile zgrajene v začetku 14. stoletja. Livonska veja Tevtonskega reda je kupila grad avgusta 1346 in ga imela v lasti večji del kasnejše zgodovine.

## Srednjeveške utrdbe
Kraljevina Danska, ki je v 13. stoletju osvojila severno Estonijo, je sredi 13. stoletja na križišču reke Narve in stare ceste postavila mejno trdnjavo, sprva zgrajeno iz lesa. Pod zaščito trdnjave se je prejšnja naselbina razvila v mesto Narva, ki je v prvi polovici 14. stoletja pridobilo mestne pravice Lübecka.
Po več spopadih s sosednjima vzhodnoslovanskima državama Novgorod in Pskov so danski vladarji v začetku 14. stoletja začeli graditi kamnito trdnjavo kot mejno obrambo. Sprva je bila majhna zgradba, podobna castellumu, s stranicami visokimi 40 metrov in stolpom, predhodnikom današnjega Hermannovega stolpa, na severozahodnem vogalu.
V začetku 14. stoletja je bilo na severni strani trdnjave postavljeno manjše dvorišče, sredi stoletja pa na zahodni strani večje dvorišče, kjer so se meščani lahko skrili v primeru vojne, saj mesto Narva med dansko vladavino ni bilo obdano z obzidjem.
Leta 1346 je danski kralj Valdemar IV. prodal severno Estonijo, vključno z Narvo, Livonskemu redu, ki je stavbo prezidal v samostansko stavbo glede na svoje potrebe. Trdnjava je večinoma ohranila prvotni tloris z masivnimi trakti in dvoriščem v sredini.
Hermannov stolp je prav tako dokončal Livonski red, kar je bilo potrebno zaradi ustanovitve trdnjave Ivangorod s strani moskovske velike kneževine na nasprotni strani reke Narve leta 1492. Red je obdal mesto z utrjenim obzidjem, ki ni ohranjeno (je je bilo ukazano porušiti leta 1777).
Obzidje je opisano, da je imelo štiri vrata: »Vrata Viru« na zahodu, »Čredna vrata« na severu, »Stara vrata«, ki vodijo v rečno pristanišče na vzhodu, in »Vodna vrata« (oz. 'Mala vrata') na jugu. Vrata so bila prekrita z železnimi ploščami, pred njimi pa so bili dvižni mostovi. Mestno obzidje, dolgo približno kilometer, je bilo utrjeno z najmanj sedmimi stolpi in obdano z jarkom.
Proti koncu vladavine Livonskega reda v 16. stoletju so mestno obzidje dopolnili, vrata okrepili z dodajanjem barbakanov in več obzidnih stolpov prilagodili za posebne topovske stolpe ali rondele, od katerih sta vidna dva danes v prenovljeni obliki v vogalih zahodnega dvorišča gradu.

## Arhitektura
Trdnjavo iz 14. stoletja je sestavljal zgornji grad, večji del, ki je bil na zahodu ločen z jarkom, in manjši del na severni strani. Zgornji grad je bil štirikotnik z masivnim stolpom na severozahodni strani, imenovanim Visoki Herman, visok preko 50 metrov in debel 4 metre. Na zahodni in severni strani sta bila najstarejša stanovanjska trakta. Zahodni trakt je najprej dobil kamnite oboke v pritličju in nadstropju. V tem traktu sta bili jedilnica in spalnica. Precej nenavadno za tevtonske gradove je bila spalnica v pritličju. Danski stolp, ki štrli iz obzidja, so kasneje dodali zahodnemu traktu. Prvo nadstropje severnega trakta so zasedale zasebne sobe samostanskih uradnikov. Kapela je postavljena v prvem nadstropju grajskega stolpa. Komunikacijo je omogočala lesena veranda zunaj na dvorišču. Prvotna vrata so bila na zahodni strani, vendar so jih v 14. stoletju zazidali in na severni strani prebili nova. Ni gotovo, kako je izgledala vzhodna stran utrdbe, zaščitena s strmim pobočjem in reko; sprva so tu lahko bile lesene utrdbe.
V 15. stoletju je bil prizidan celoten vzhodni trakt zgornjega gradu, na prelomu iz 15. v 16. stoletje pa zadnji južni trakt. V 15. stoletju so grad utrdili še z dvema nizkima štiristranima stolpoma: enim na zahodnem delu in drugim na vzhodnem obzidju. Zadnji se je dvigal nad rečni breg, imel je funkcijo stranišča in v njem je bil vodnjak. Oba zunanja oddelka sta dobila tudi utrdbe. Manjša na severni strani je bila vpeta med grad, mesto in reko. Z zahoda ga je omejevala še ena, bistveno večja zunanja stavba, ki sta jo varovala dva valjasta vogalna stolpa in še en na južnem delu. Do njega so vodila dvoja vrata: severna, ki so gledala na mesto, in jugozahodna, ki so vodila neposredno izven utrdb Narve.
Trdnjava v Narvi je danes eden najbolje ohranjenih gradov v Estoniji in skupaj z Ivangorodom na drugi strani mejne reke izgleda odlično. Grad je bil po vojnih ujmah temeljito obnovljen, čeprav se nekaterim napakam niso izognili, na primer ohranjena renesančna okna so bila uporabljena kot vzor pri rekonstrukciji gotskih oken.
Obnovitvena dela so se začela leta 1955 in še vedno potekajo. Od leta 1987 je muzej Narva nastanjen v prenovljenih prostorih gradu.

## Opomba
1. ↑  Predloga:Lang-et, nemško Hermannsfeste, rusko Замок Герман